# Allan Kroeker
Allan Kroeker est un réalisateur, directeur de la photographie, scénariste, monteur et producteur de cinéma canadien né le 10 avril 1951 à Winnipeg (Canada).

## Filmographie

### Comme réalisateur
- 1979 : Tudor King
- 1982 : The Pedlar
- 1983 : The Prodigal (TV)
- 1984 : In the Fall
- 1985 : Frontiers (feuilleton TV)
- 1985 : Ray Bradbury présente ("The Ray Bradbury Theater") (série télévisée)
- 1985 : Tramp at the Door (TV)
- 1986 : Red Shoes
- 1986 : The Campbells (série télévisée)
- 1986 : Les Aventuriers du Nouveau-Monde (feuilleton TV)
- 1987 : Heaven on Earth (TV)
- 1987 : Vendredi 13 ("Friday the 13th") (série télévisée)
- 1989 : Les Contes d'Avonlea ("Road to Avonlea") (série télévisée)
- 1989 : Age-Old Friends (TV)
- 1991 : Showdown at Williams Creek
- 1991 : Beyond Reality (série télévisée)
- 1992 : Le Justicier des ténèbres ("Forever Knight") (série télévisée)
- 1993 : Ready or Not (en) (série télévisée)
- 1993 : Beyond Reality (TV)
- 1993 : Kung Fu, la légende continue ("Kung Fu: The Legend Continues") (série télévisée)
- 1996 : Seule contre tous (Hostile Advances: The Kerry Ellison Story) (TV)
- 1996 : Viper ("Viper") (série télévisée)
- 1997 : Les Repentis ("Once a Thief") (série télévisée)
- 2000 : Mysterious Ways (série télévisée)
- 2003 : Jake 2.0 (série télévisée)
- 2004 : Wonderfalls (série télévisée)
- 2004 : Battlestar Galactica (série télévisée)
- 2012 : Insoupçonnable (The Hunt for the I-5 Killer) (TV)

### Comme directeur de la photographie
- 1978 : The System: Out of Sight, Out of Mind
- 1978 : A House on the Prairie
- 1979 : Tudor King
- 1979 : Going the Distance
- 1980 : W.O. Mitchell: Novelist in Hiding
- 1980 : The Strongest Man in the World
- 1980 : Darts in the Dark: An Introduction to W.O. Mitchell
- 1983 : Laughter in My Soul

### Comme scénariste
- 1979 : Tudor King
- 1982 : The Pedlar
- 1984 : Reunion
- 1984 : In the Fall
- 1986 : Red Shoes
- 199? : Star Trek Voyager, épisode End Game

### Comme producteur
- 1984 : Reunion

### Comme monteur
- 1979 : Tudor King